# Un amore e una vendetta
Un amore e una vendetta è una miniserie televisiva italiana, trasmessa in prima serata dal 12 ottobre al 23 novembre 2011 su Canale 5. Gli attori protagonisti sono Anna Valle, Alessandro Preziosi e Lorenzo Flaherty.
Colonna sonora di Savio Riccardi, con assistenza di Mario Marcucci.
È il remake della telenovela argentina Montecristo.

## Trama
1999, coste dell'Algeria. In una strana notte su una barca vediamo tre amici: Marco Damiani, Paolo Bianchi e Luca Calligaris; i tre nascondono, in una cassa, il cadavere di Rosaspina, incredibilmente somigliante a Laura Castellani. Quest'ultima è la fidanzata di Andrea Damonte, il quarto amico. Uno dei tre amici, visto che Andrea aveva scoperto il cadavere, gli spara: Andrea cade in acqua e sembra scomparso in mare.
Trieste, oggi: Laura e Marco si stanno per sposare. I due hanno già un bambino: Mattia, in realtà figlio di Andrea. Laura, poco prima delle nozze, parla con l'amica Olga, ripercorrendo la sua vita con Andrea, il suo primo grande amore. Da qui emerge quanto la donna avesse amato Andrea, tanto da tentare il suicidio quando aveva saputo della presunta morte dell'amato. Intanto arrivano il ricco imprenditore Lorenzo Bermann e la sua assistente Kadisha. In realtà Lorenzo è Andrea; l'uomo non è mai morto, ma è stato salvato e portato in un campo dove ha subito torture e soprusi. Ora cerca vendetta verso quegli amici che l'hanno tradito, fingendosi un'altra persona. Il matrimonio salta: una cassa con uno scheletro vestito da sposa nei pressi del luogo delle nozze sconvolge tutti. A fianco ad esso, c'è il libro della bella addormentata, libro che Andrea era solito leggere a Laura; inoltre, la ricostruzione della donna morta corrisponde a quella di Laura, ma il padre Alberto non vuole che la figlia lo sappia.
Da qui iniziano nuovi intrighi per i loschi personaggi, che porteranno anche alla morte di Paolo Bianchi per mano di Marco; l'uomo non ha fatto in tempo a rivelare a Laura la verità sulla fine di Andrea, essendo intenzionato a farlo tormentato dai sensi di colpa. Il figlio di Paolo, Massimiliano, è tuttavia deciso a scoprire la verità sulla morte del padre, che intende a tutti i costi vendicare. Alberto e Alfonso (il losco vicequestore di polizia) vogliono archiviare il caso come suicidio, ma Lorenzo fa riaffiorare nuove piste che i due sono costretti a seguire: quelle dell'omicidio. Mentre l'attrazione tra Lorenzo e Laura cresce, Alberto e Marco, responsabili dell'assassinio di Paolo, fanno arrestare Lorenzo, con la complicità di Alfonso Bernardi, l'accuso è di falso nome. Laura capisce che la sua famiglia odia Lorenzo, perché, l'uomo vuole farle aprire gli occhi sul cadavere di Rosaspina.
Intanto Kadisha, protetta di Lorenzo, comincia una relazione con Massimiliano e mentre la madre Gabriella aiuta Alberto a incastrare Lorenzo per l'omicidio di Betta, quella che Laura crede essere la madre, Luca che ne è il responsabile è pieno di sensi di colpa ed è sempre più convinto che Lorenzo sia Andrea, litiga furiosamente con Olga che ha capito tutto. Con la sua complicità, Laura fa evadere Lorenzo dal carcere, ma, prima di poter raggiungerlo, la giovane è bloccata da Alberto che la segrega in casa. Salvata da Lorenzo, Laura si ritrova nel suo appartamento e in un momento di follia Marco fa rapire Kadisha e spara a Lorenzo, ma a parare il colpo è Luca, ormai certo che Lorenzo sia Andrea. Grazie alla testimonianza di Olga, Lorenzo è scagionato dalle accuse dell'omicidio di Betta e Alberto, per coprire Marco, fa credere che l'omicidio di Luca sia un pareggiamento di conti. Gabriella, intanto, capisce la realtà di Alberto e del tremendo gioco in cui si è ficcata e che ora non ne uscirà facilmente. Lorenzo e Massimiliano grazie al microchip di Dumas, il loro cane, rintracciano Kadisha e la salvano, inoltre Lorenzo comunica a Laura la sua vera identità: lui è Andrea. Sbalordita Laura fugge via e i tentativi dell'uomo per fermarla sono vani. Ma poi in uno sfogo raggiunge il vero padre di suo figlio e decide di scoprire la verità su suo padre e il motivo per cui, 12 anni prima, Andrea venne "ucciso". Con una finta, lo yacht di Andrea parte, ma con a bordo solo Massimiliano e Kadisha.
Nel frattempo, Laura scopre che chi l'ha fatta nascere è Rita, sua ex bambinaia e guardarobiera dello yacht club, e che inoltre la donna ha varie proprietà sparse per l'Europa. Ma ad arrivare prima è Marco che, minacciandola, scopre tutti i segreti che la legano ad Alberto; ora sa come ricattare quello che avrebbe dovuto diventare suo suocero. Con questo ricatto, Marco diventa unico responsabile delle ditte di Alberto, che intanto ha scoperto che Lorenzo è Andrea e dopo essersi recato a casa sua dice a Laura che la donna morta nella cassa era sua madre e che Alberto, pur di tenerla lontana dalla figlia, l'ha uccisa accidentalmente, ma questa è solo una parte della verità.
Gabriella intanto, stremata dai ricatti di Alberto, lo lascia e disperata scompare. Kadisha e Max intanto tornano a Trieste, dove aiutano Laura e Andrea nelle indagini; i quattro scoprono nei sotterranei di Villa Ginestra una specie di ospedale e, rintracciando una donna che lì aveva partorito, scoprono che lì Rita faceva partorire bambini che poi venivano venduti alle più ricche e potenti famiglie della città. A gestire il traffico era Alberto e quindi Laura non è sua figlia; anche Olga non è figlia di Alfonso, che intanto, con l'aiuto di alcuni poliziotti, ha cercato di uccidere Andrea con una bomba, ma senza successo. Alberto pur di avere la lista con i nomi e i costi dei bambini, fa rapire da Marco il piccolo Mattia, figlio di Laura e Andrea. Ma per Marco i piani cambiano: non vuole più ascoltare Alberto e, dopo averlo ucciso, vuole fuggire trascinando con sé Laura; la donna pur di salvare il figlio è disposta a seguirlo, ma tramite la cella del suo cellulare, Andrea li raggiunge, e, nell'ultimo pericoloso inseguimento tra lui e Marco, quest'ultimo viene messo in manette insieme ad Alfonso. Olga intanto oltre a scoprire che Alfonso non è suo padre scopre di essere incinta.
Tre mesi dopo, la fondazione di Laura e Andrea funziona alla perfezione. Olga, Max e Kadisha si occupano di tutto; anche Gabriella, tornata e riappacificata con il figlio, li aiuterà. Andrea, Laura e Mattia partono in barca per la California, felici e vogliosi di vivere come una famiglia.

## Personaggi
- Laura Castellani: è la figlia dell'uomo più potente di Trieste è apparentemente felicemente fidanzata con Marco e quando deve sposarsi, il matrimonio salta causa il ritrovamento di una cassa con un corpo mummificato. Il suo amore per Lorenzo affiorerà a poco a poco, riconoscendo in lui qualcosa di Andrea.
- Lorenzo Bermann/Andrea Damonte: è un intrigante imprenditore che vuole distruggere tre persone: Marco Damiani, Luca Calligaris e Paolo Bianchi che 12 anni prima gli strapparono la vita, da un'altra parte è Andrea di cui tutti i suoi beni furono usurpati dopo la sua "morte" anche il suo primo amore: Laura Castellani.
- Marco Damiani: è un losco imprenditore, futuro genero del grande Alberto Castellani, è spietato e pericoloso: uccise Andrea e nel corso della storia anche Paolo e Luca. Tormentato, roso da se stesso e dalla passione che prova per Laura.
- Luca Calligaris: è il migliore amico di Marco ma anche il più facile da manipolare e da impressionare, si macchierà dell'omicidio di Betta, ma confessatosi e pentitosi riuscirà poi a salvare Andrea da Marco, che stava per ucciderlo, sacrificandosi la vita.
- Paolo Bianchi: del gruppo di amici è il meno appassionato, descritto come lo "sfigato", Paolo pieno di sensi di colpa vuole rivelare come è avvenuta la morte di Andrea e cosa lo legava al cadavere sulla spiaggia, ma sarà fermato da Marco che senza pietà gli toglierà la parola e la vita.
- Olga Bernardi: è la migliore amica di Laura e quando era in vita di Andrea, figlia del corrotto vicequestore, è nel tunnel della droga, felicemente fidanzata con Luca avrà una storia intensa che la farà maturare.
- Kadisha: salvò lei Andrea e a sua volta lui salvò lei dai suoi aggressori che uccisero i suoi genitori. È una ragazza un po' sulle sue che non ama socializzare, ma troverà l'amore con Massimiliano, figlio di Paolo.
- Massimiliano "Max" Bianchi: è il figlio di Paolo, deciso a scoprire l'identità dell'assassino del padre, sarà il primo a capire che Lorenzo è Andrea e che è un'ottima persona come lo ricordava.
- Gabriella Bianchi: donna dall'animo solare e disinvolto, ama la ricchezza e ama litigare con il marito Paolo, sarà incastrata da Alberto per l'omicidio del marito, ma verrà liberata da Lorenzo, con cui avrà una breve relazione e ci metterà poco a buttarsi tra le braccia di Alberto che non esiterà ad usarla.
- Monica: è la baby sitter del figlio di Laura e prima fidanzata di Max, ma è anche al servizio di Lorenzo: è la figlia segreta di Marco che concepì e abbandonò insieme alla madre Rachele, ormai deceduta. Dopo averlo messo in cattiva luce agli occhi di Laura partirà per Barcellona in cerca di una nuova vita.
- Alberto Castellani: l'uomo più potente di Trieste. Fece la sua fortuna in un traffico di bambini: prendeva le madri e le costringeva a vendere i propri figli alle famiglie più ricche, ne furono vittime Laura e Olga. Muore per mano di Marco straziato dalle sue manipolazioni.
- Rita: è l'ostetrica che si occupava del traffico di bambini. Dopo essere stata scoperta fugge per una meta incognita.
- Betta: era l'intermediaria tra le ragazze e Alberto. Si finse madre di Laura ma quando si decise a parlare, venne uccisa da Luca e Marco per ordine di Alberto.
- Alfonso Bernardi: è il padre di Olga, che avendo un debito con Alberto fa di tutto: cerca di depistare le indagini di Laura sul cadavere, arresta Lorenzo con l'accusa di omicidio, paga degli Albanesi per fingere che il cadavere era di loro sorella, copre Marco nei suoi assassini, partecipa al traffico di Alberto, cerca di uccidere Lorenzo e contribuisce a diversi sequestri.
- Stefania: è la mamma di una bambina in cura da Laura, la aiuta senza volerlo nella sua indagine.
- Mattia Damiani: il figlio di 12 anni di Laura e Marco (in realtà il padre è Andrea) è molto maturo per la sua età e durante la serie dovrà affrontare molte difficoltà

## Episodi
| nº | Episodio         | Prima TV         | Telespettatori | Share  |
| -- | ---------------- | ---------------- | -------------- | ------ |
| 1  | Primo episodio   | 12 ottobre 2011  | 4.442.000      | 17,74% |
| 2  | Secondo episodio | 18 ottobre 2011  | 3.609.000      | 13,59% |
| 3  | Terzo episodio   | 19 ottobre 2011  | 3.691.000      | 14,09% |
| 4  | Quarto episodio  | 26 ottobre 2011  | 4.433.000      | 16,51% |
| 5  | Quinto episodio  | 2 novembre 2011  | 4.444.000      | 16,57% |
| 6  | Sesto episodio   | 9 novembre 2011  | 4.795.000      | 18,22% |
| 7  | Settimo episodio | 16 novembre 2011 | 4.940.000      | 19,09% |
| 8  | Ottavo episodio  | 23 novembre 2011 | 5.060.000      | 18,46% |